# Crassostrea hongkongensis
Crassostrea hongkongensis is een tweekleppigensoort uit de familie van de Ostreidae. De wetenschappelijke naam van de soort is voor het eerst geldig gepubliceerd in 2003 door Lam & Morton.